# Фолмар фон Лютцелщайн
Фолмар фон Лютцелщайн (на немски: Folmar von Lützelstein; * пр. 1325; † сл. 1367) е граф на Лютцелщайн (фр. La Petite-Pierre) в Елзас.

## Произход и наследство
Той е единственият син на граф Николас фон Лютцелщайн († 1316/1318) и съпругата му Катарина фон Болхен († сл. 1318), дъщеря на Куно фон Болхен († сл. 1288/1294) и Изабела. Внук е на граф Хуго IV фон Лютцелщайн († 1304/1315) и Елизабет фон Финстинген († сл. 1301). Правнук е на граф Хуго III фон Лютцелщайн († сл. 1280/1283) и Елизабет фон Саарбрюкен († сл. 1271), дъщеря на граф Симон III фон Саарбрюкен († 1240) и принцеса Лаурета от Лотарингия († сл. 1226). Роднина е на Хайнрих фон Близкастел, епископ на Вердюн († 1196).
Замъкът Лютцелщайн е построен през края на 12 век от граф Хуго, син на граф Хуго фон Близкастел. През 1403 г. с граф Фридрих умира последният от главната линия на род Лютцелщайн, което води до дълги наследствени конфликти между неговия чичо Буркхард фон Лютцелщайн и сестра му, която е омъжена за Йоханес фон Лайнинген. Понеже те нямат наследници през 1462 г. цялото графство отива към Курпфалц.

## Фамилия
Фолмар фон Лютцелщайн се жени пр. 30 ноември 1335 г. за Аделхайд фон Финстинген-Бракенкопф († сл. 1340), дъщеря на Хайнрих I „Стари“ фон Финстинген-Бракенкопф-Фалкенберг († 1335) и съпругата му Валбурга фон Хорбург († 1362). Те имат децата:
- Хайнрих фон Лютцелщайн († 1394/1399), граф на Лютцелщайн, господар на Геролдсек, женен I. преди 11 април 1359 г. за Хенриета де Бар († сл. 29 март 1380), II. след 1380 г. за Маргарета фон Баден († ок. 1380/26 март 1381)
- Буркхард II фон Лютцелщайн († 20 август 1418), граф на Лютцелщайн, през октомври 1393 епископ-елект на Страсбург, женен I. за Агата фон Хоенфелс († 25 април 1415), II. 1415 г. за Жилет де Вилерсексел/Анна фон Вилер († сл. 1418)
- Фридрих фон Лютцелщайн(* пр. 1360; † 1380)
- Николаус фон Лютцелщайн († 1380)
- Валпурга/Валпургис фон Лютцелщайн († 23 март 1406), омъжена за Фридрих фон Геролдсек († сл. 13 октомври 1369)
- Катарина фон Лютцелщайн († сл. 1358/1359), омъжена за Лудвиг II фон Киркел († сл. 1362)
- Маргарета фон Лютцелщайн († сл. 1418), абатиса на Ерщайн
- Елизабет фон Лютцелщайн († сл. 31 октомври 1415), омъжена пр. 26 септември 1387 г. за Йохан I фон Лайнинген-Риксинген-Пиеррефит († между 6 юли 1442 и 4 октомври 1445)
- Хайнрих фон Лютцелщайн († сл. 1399)
- Фолмар фон Лютцелщайн († 3 април 1397/15 март 1398)
- вер. Якоб фон Лютцелщайн († сл. 1390)